# جون ريدمان كوكس
جون ريدمان كوكس (بالإنجليزية: John Redman Coxe)‏ هو أستاذ جامعي وكاتب وطبيب أمريكي، ولد في 1773 في ترنتون في الولايات المتحدة، وتوفي في 22 مارس 1864 في فيلادلفيا في الولايات المتحدة.